# Castel Pergine

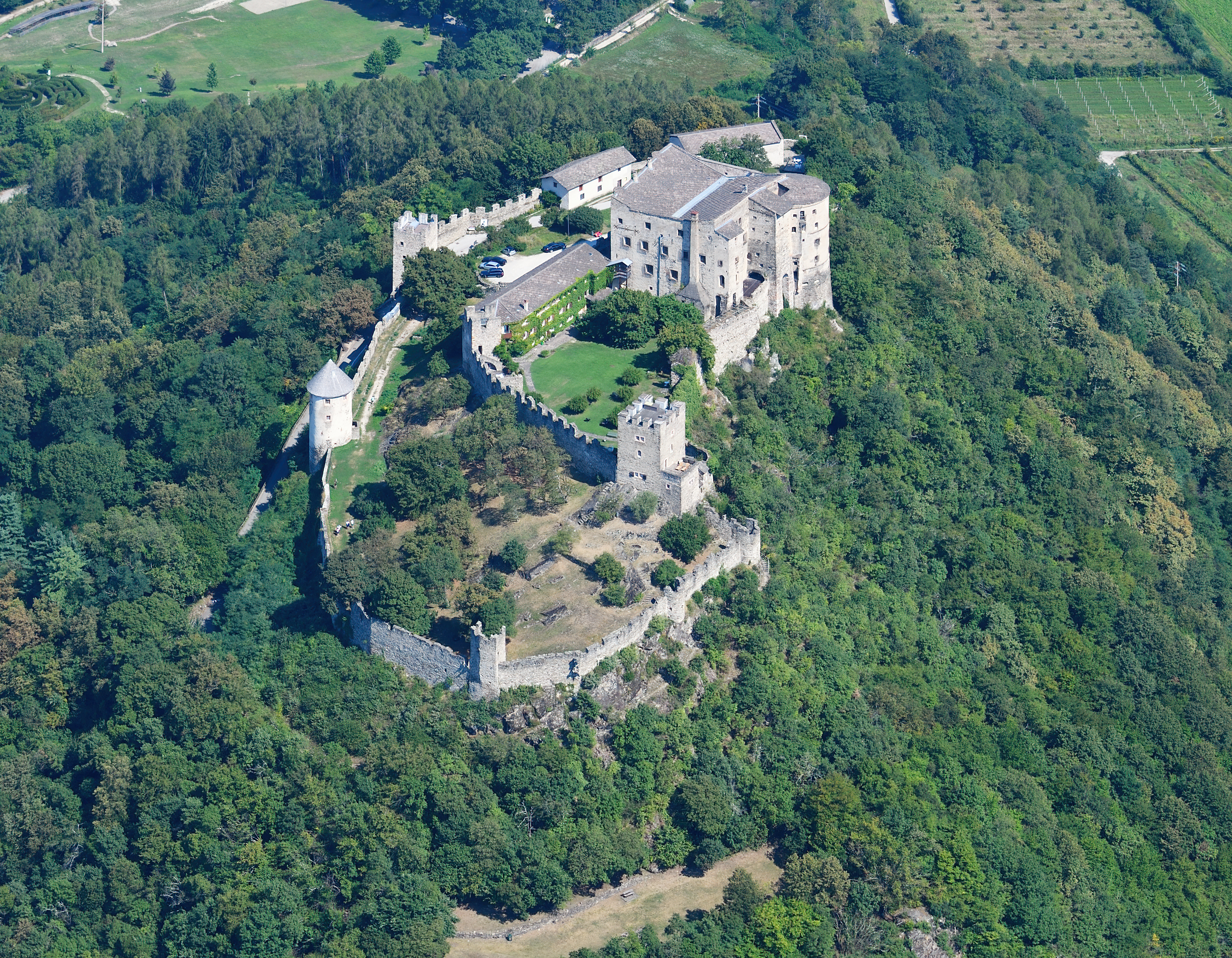
Veduta aerea

Castel Pergine è una fortificazione che si erge a est del borgo di Pergine Valsugana. Dall'alto del colle Tegazzo, a un'altezza di 657 metri, domina tutta l'Alta Valsugana dalla conca del Lago di Caldonazzo sino al torrente Fersina.
Anche se mancano documentazioni certe si presume fosse la sede di un castelliere romano (o addirittura preromano, in particolare di epoca Retica) in età antica. Il castello è di origine medievale e la sua posizione risulta particolarmente strategica:
sia per l'ampio domino di terre che questa fortificazione può controllare, sia per l'importante punto di collegamento tra Veneto e Trentino su cui poteva vigilare.
È un tipico esempio di architettura militare gotica.

## Storia
Secondo alcuni storici, Castel Pergine, è sorto in epoca longobarda, forse su un precedente presidio di epoca preromana. Anche se le prime notizie certe risalgono all'anno 845, la prima notizia documentata è del 1155, quando Odorico da Pergine ed Ezzelino compaiono tra i testimoni di un importante documento compilato a Riva del Garda. Il Castello passò poi nelle mani della famiglia dei signori di Pergine imparentata con le maggiori famiglie feudali del Trentino.
Attorno al XIII secolo Castel Pergine venne preso ed espugnato dalle truppe di Ezzelino da Romano, che diedero alle fiamme il borgo di Pergine.
Il castello non era del tutto ricostruito quando il principe Enrico II lo riscattò dai vincitori consegnandolo al figlio Adriano. La cerimonia si svolse a Trento, nel palazzo vescovile, dove venne deciso di conservare e ricostruire la fortezza come presidio, per assicurare la sicurezza del traffico lungo il confine della Valsugana.

Poco dopo, il castello divenne feudo di Mainardo II, conte del Tirolo e verso la fine del secolo la fortezza fu protagonista di alcuni avvenimenti bellici di notevole importanza.
 
Castel Pergine venne raggiunto dall'incursione del condottiero padovano Marsilio Partenopeo, alleato con i principi-vescovi di Trento e Bressanone. Il potere dei vescovi era stato ridotto e indebolito a tal punto da renderli in tutto e per tutto dipendenti dai conti del Tirolo. Essi attaccarono mentre gli Scaligeri, alleati di Mainardo, fortificavano il Dos Trento (1278). Mainardo II si ritrovò quindi solo ad affrontare la minaccia bellica. La fortezza venne espugnata e nel 1322 divenne vicario del vescovo di Trento Bonaventura Gardelli. Fu costui che consegnò la fortezza a Jacopo da Carrara per scongiurare l'invasione della capitale del principato vescovile da parte del duca Corrado di Teck capitano dell'esercito del marchese Lodovico di Brandeburgo. Il principato aveva affidato la difesa di Trento a Dioniso Gardelli, zio di Bonaventura Gardelli, ma egli a tradimento aprì le porte del castello del Buonconsiglio al nemico, licenziò le truppe che il signore di Padova aveva inviato, uccise Giovanni D'Arsio e consegnò nel gennaio del 1349 la torre "Vanga" ai nemici. Pochi giorni dopo si recò a Castel Pergine per convincere il nipote Buonaventura a consegnare il castello in mano nemica; il nipote non solo rifiutò la proposta ma decise perfino di giustiziare lo zio. Su richiesta di Bonaventura, Jacopo di Carrara inviò un esercito di cavalieri e di fanti a presidiare il castello.

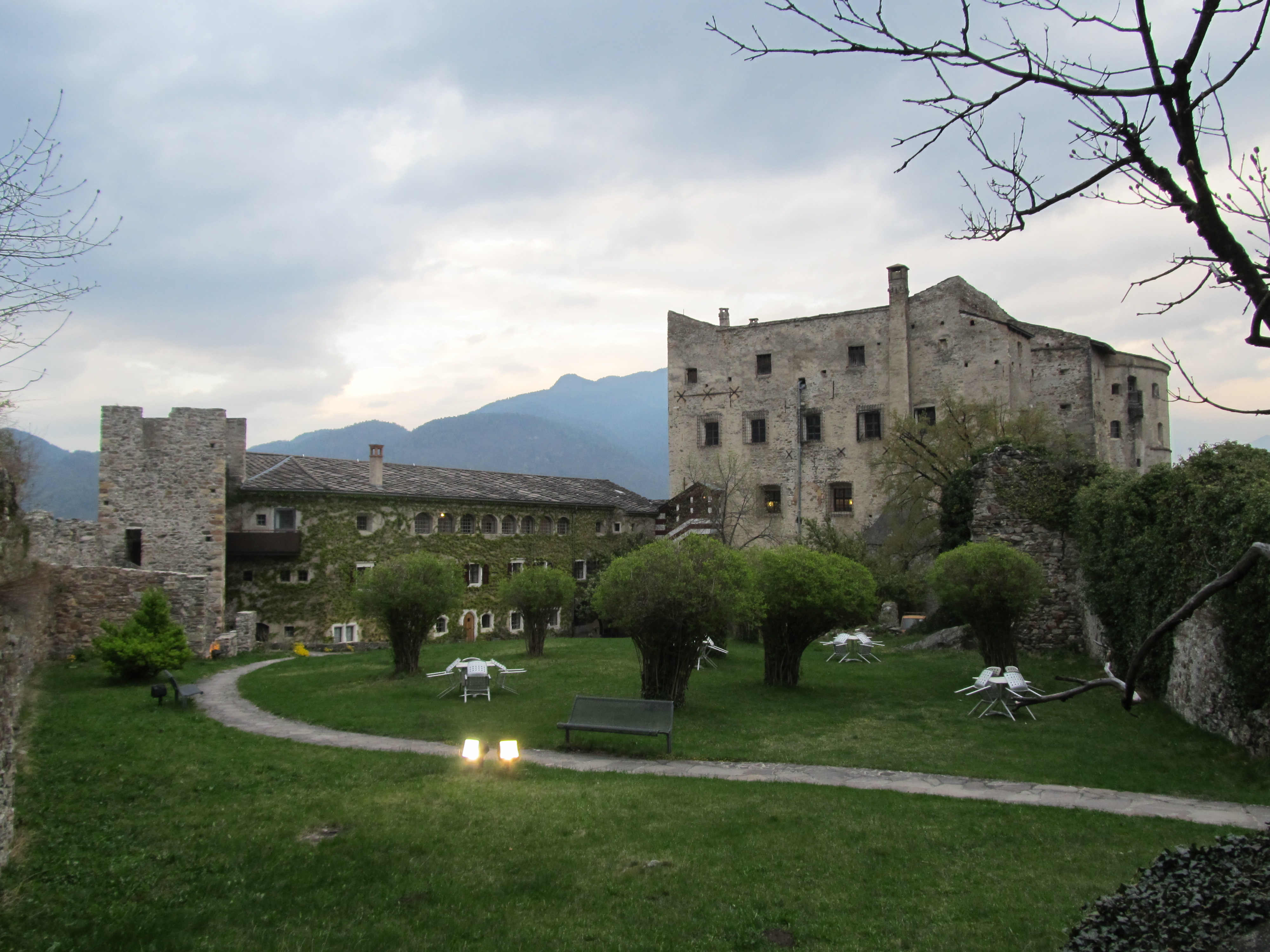
Castel Pergine dentro le mura.

Il dominio su Pergine dei Carrara durò fino al 1356 quando il pievano Enrico di Bopfingen, capitano del Tirolo, giunse con i suoi armati sul dosso del ponte di Fersina. Dal 1356 al 1531 vi fu una dominazione tirolese. Verso la metà del Quattrocento il castello fu ricostruito in stile gotico. Dopo vi fu l'acquisto della giurisdizione del castello da parte del vescovo Bernardo di Cles, cardinale di Trento. Il Firmian rimase nel castello fino al 1581 quando il barone Fortunato Madruzzo gli successe. I successori furono i membri della famiglia Wolkenstein fino a quando la chiesa tridentina ne riscattò la giurisdizione amministrandola direttamente. L'ultimo capitano fu Antonio Giuseppe Girardi (1795-1805).
Nei primi anni del '900 il castello fu acquistato da una società tedesca, capeggiata da Julius Friedrich Lehmann editore antisemita e nazionalista di Monaco di Baviera, che cominciò un restauro invasivo per adibire la struttura ad albergo-ristorante. Nel 1913 il restauro fu disapprovato dalle autorità per la salvaguardia artistica del territorio.
Tra i personaggi principali che soggiornarono nella fortezza si ricordano in particolare il Duca austriaco Federico "Tascavuota", Massimiliano I, il cardinale Bernardo Clesio, Cristoforo Madruzzo e il poeta indù Jiddu Krishnamurti. Il Castello, passato nel 1956 in mano privata, è stato in seguito restaurato e trasformato in albergo e ristorante. Nel 2018 è stato acquistato dalla Fondazione Castel Pergine ONLUS sostenuta soprattutto da persone private, enti e associazioni di Pergine e della Valsugana. La Fondazione ha mantenuto la vocazione ad albergo e ristorante del maniero ed ha allo stesso tempo sviluppato le attività culturali al suo interno, tra le quali teatro, mostre d'arte contemporanea, musica e convegni.

## Descrizione

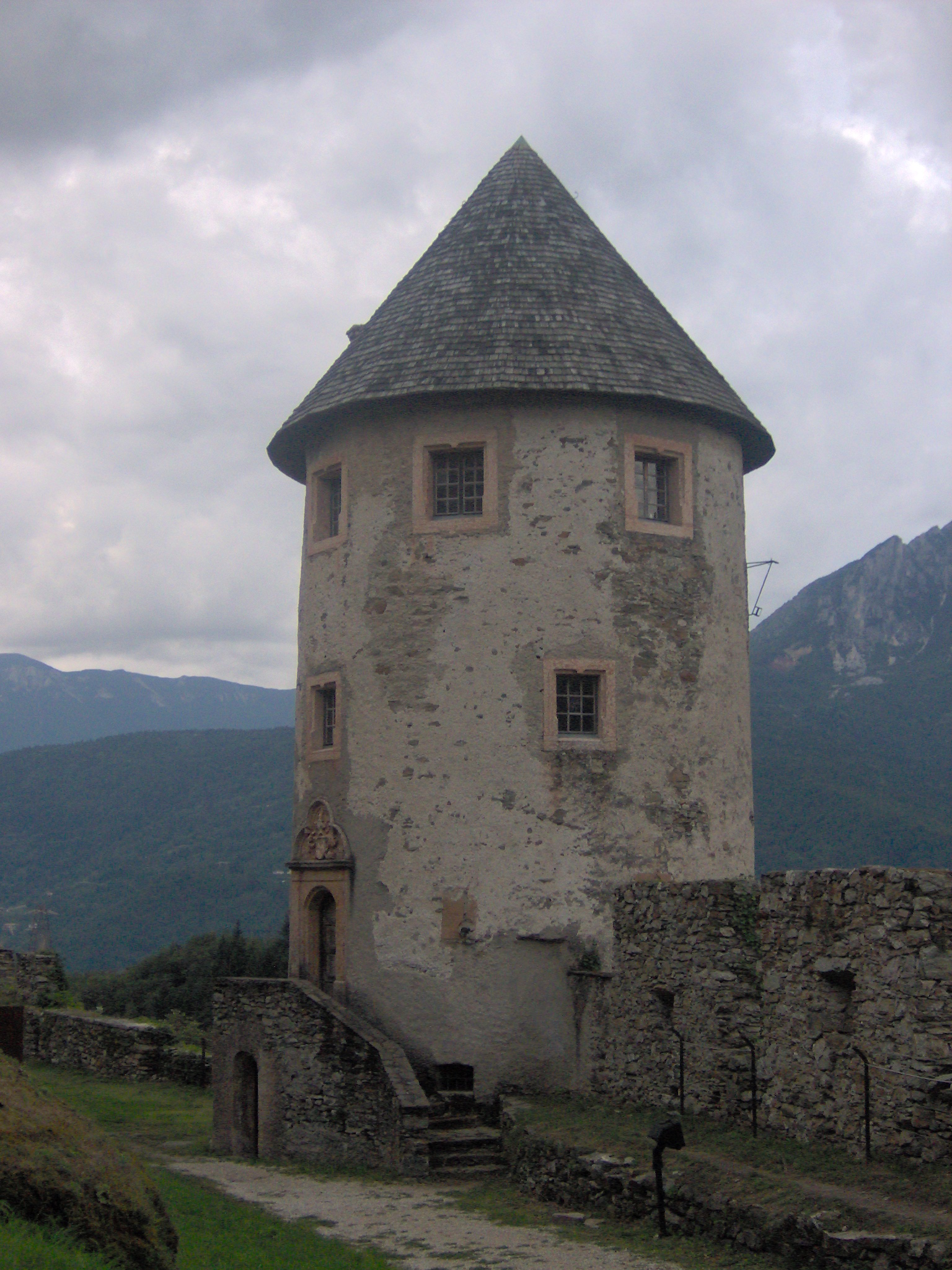
Una delle torri di cinta.

Il maniero è circondato da una cinta muraria esterna e l'accesso è situato attraverso una torre quadrata, sulla strada che porta al paese di Pergine. La cinta percorre tutto il perimetro circostante il maniero, con un alternarsi di torri di guardia.
L'impianto del castello vero e proprio si trova sulla sommità della collina, di pianta quadrangolare. Al suo interno c'è un giardino circondato dalla cinta muraria principale e accessibile solo dall'interno del maniero. I collegamenti verticali si attuano attraverso imponenti scale a chiocciola in pietra, che consentono di raggiungere i piani superiori;
- Pianterreno: sala d'entrata, cucina, cucina nera, cantine e accesso al giardino
- Primo piano: sala del trono (oggi reception), cappella di Sant'Andrea, bar e ristorante
- Secondo piano: le cinque sale (Sala del Balconcino, Sala del Vescovo, Sala della Stufa Verde, Sala del Principe e Sala della Dama Bianca) ospitano una mostra sulla produzione dei piccoli frutti della valle, una mostra fotografica sulle bellezze della Valsugana e una mostra con piante e documenti sul Castello di Pergine.

## Architettura
Le mura esterne costituite da due cinte murate, suddivise in cortine, comprendono il palazzo gotico, la torre grande e proseguono sui tre lati meno protetti del colle.
Sul quarto lato, il palazzo e la torre sono inseriti nella cinta diventando parte integrante delle mura stesse.
A destra della torre di guardia si erge un'imponente torre cilindrica: la cosiddetta torre delle torture.
Fondata sulla roccia ha un poderoso basamento, è fornita di feritoie e finestre a falsa croce guelfa. La cortina ha grandi merli a coda di rondine muniti di piccole feritoie e si estende dalla torre delle torture sino alla torre quadrata della guardia. Tra l'ingresso e la torre di guardia si trovava un ponte levatoio oggi ormai andato distrutto. 

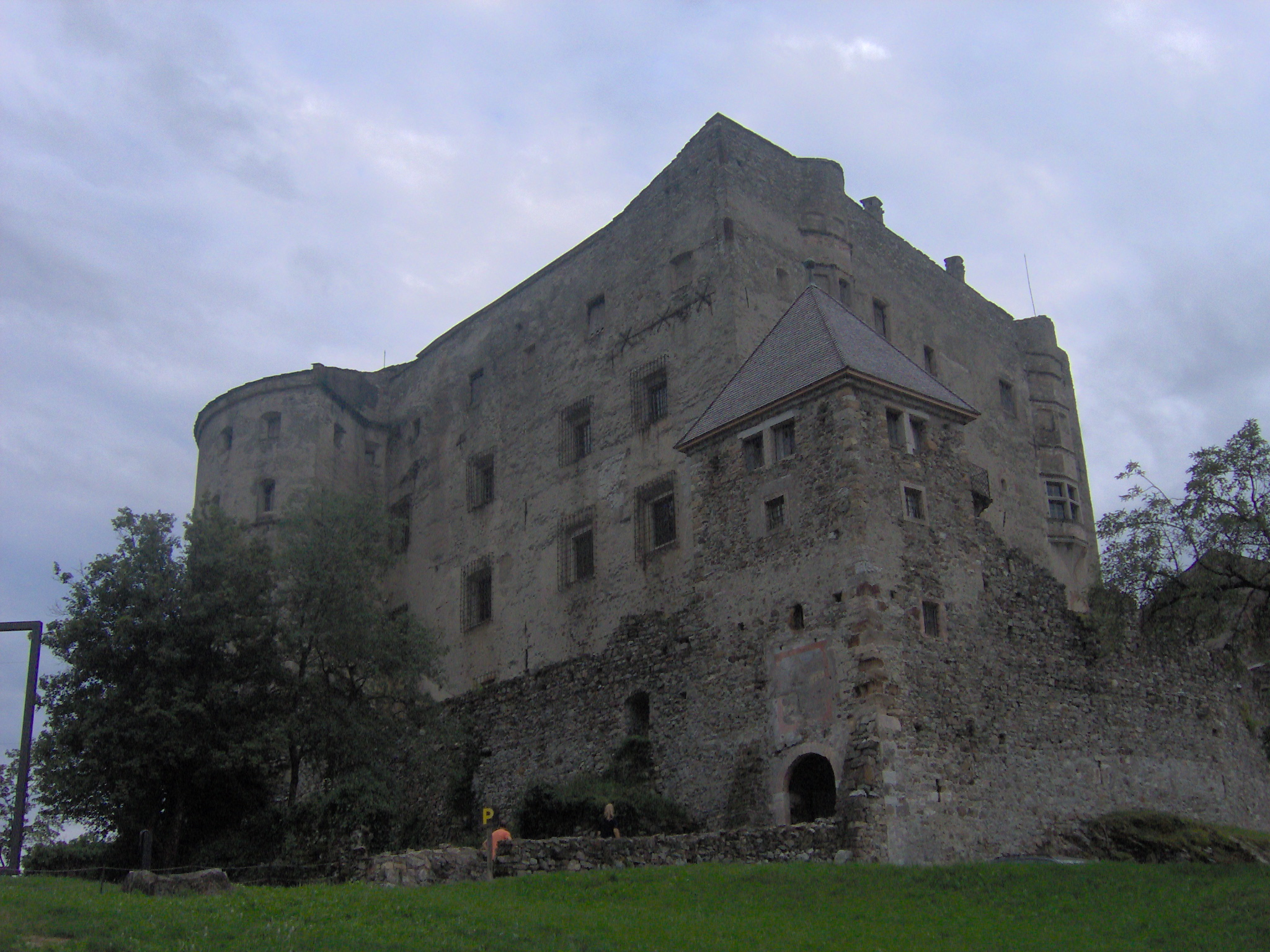
Castel Pergine - Il bastione.

In cima alla rupe, nel punto di giunzione delle cortine, è arroccata la torre grande.
Il palazzo clesiastico si inserisce nella cortina per poi lasciare il posto al muro merlato che volge verso il dirupo. Tra la cinta muraria esterna e quella interna si estendevano due rivellini. Dalla torre della guardia si sale per mezzo di rozze gradinate scavate nella roccia al palazzo gotico; costruito in stile gotico e dalle pareti annerite dai secoli, è formato da quattro facciate prive di gronde. La facciata nord è formata da due ordini di finestre centrali, da cinque finestre sommitali e da una bellissima finestra a spacco in corrispondenza del piano terreno dove si apre una porta gotica. L'angolo Nord-Est s'incunea presso lo sperone del bastione angolare semicilindrico. Il bastione ha il basamento scarpato, fondato sulla roccia del burrone. Dagli spalti della cinta presso la torre della Madonna si può vedere una vasta muda la cosiddetta prigione dei cortelli. La facciata verso sera è caratterizzata da due lunghi e stretti sporti con delle finestre a croce. La facciata di mezzogiorno volge presso il prato della rocca ed è caratterizzata da finestre con inferriate. La facciata verso il burrone è movimentata dal bastione angolare, ed è formata da un'antica torre quadrangolare di pietre bugnate al basamento.

## Aneddoti

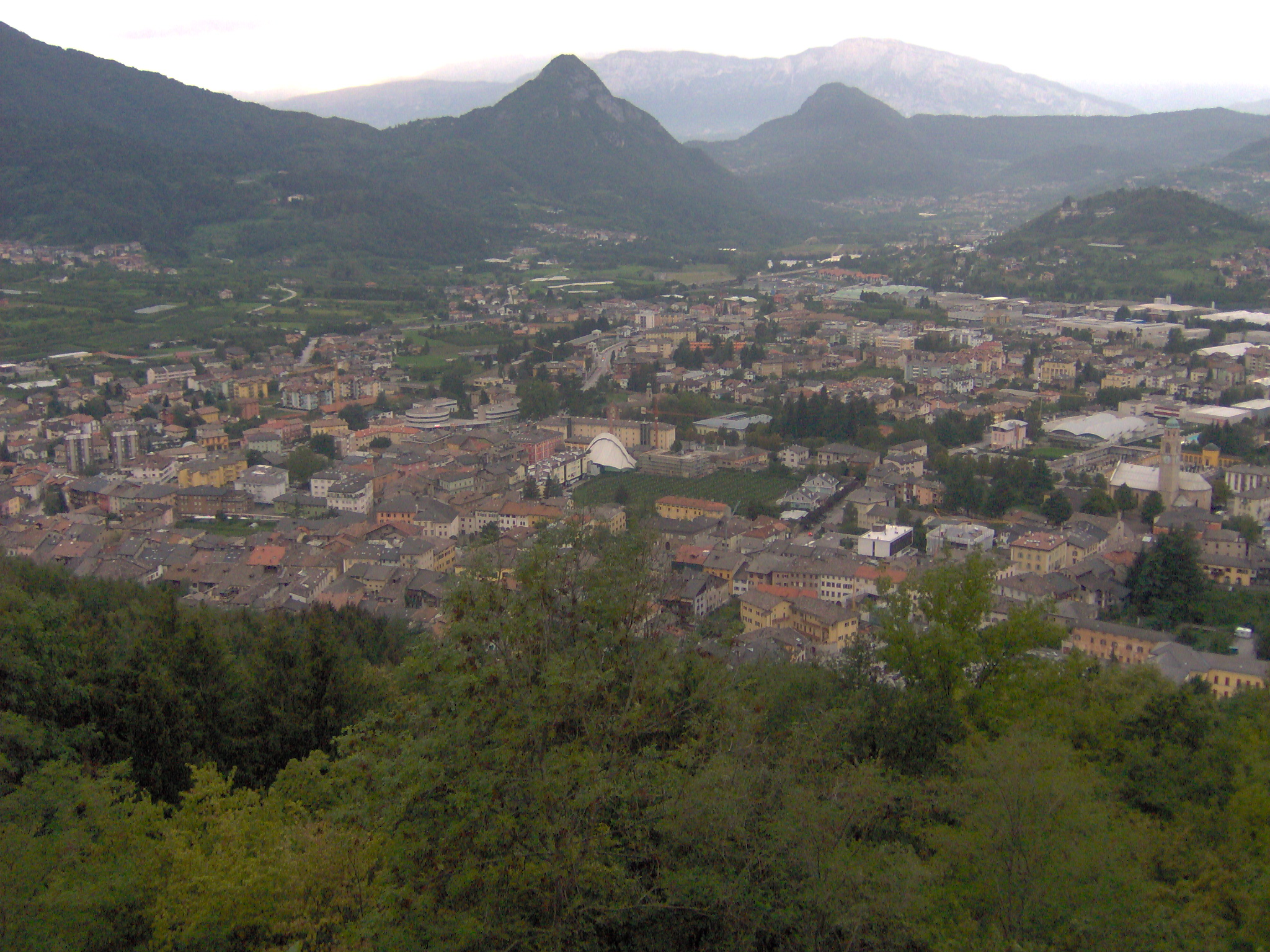
Panorama della vallata dal Castello.

- La dama bianca: pare che per le stanze del castello appaia una dama candida, un fantasma di una donna (secondo la leggenda[9] la moglie di un castelliere). Secondo la tradizione venne uccisa violentemente dal marito e si aggira tutt'oggi per il castello senza trovare pace.
- Prigione della goccia: si tratta di una stanza appositamente adibita a prigione, in cui il malcapitato subiva l'antica tortura della goccia che cadeva dall'alto del soffitto.

## Accessibilità
Il pianterreno, il primo e il secondo piano del palazzo sono accessibili al pubblico.
Da aprile a novembre si effettuano visite guidate.